# Pelargonium jarmilae
Pelargonium jarmilae är en näveväxtart som beskrevs av J. J. Halda. Pelargonium jarmilae ingår i släktet pelargoner, och familjen näveväxter. Inga underarter finns listade i Catalogue of Life.